# Communauté de communes du canton de Bourg-de-Péage
Ne doit pas être confondu avec Communauté de communes du canton de Bourg, en Gironde.
La communauté de communes du canton de Bourg-de-Péage était une communauté de communes française, située dans le département de la Drôme et la région Rhône-Alpes.

## Histoire
Formée en 1999, la communauté de communes du canton de Bourg-de-Péage a fusionné le 1er janvier 2014 avec les communautés d'agglomération du pays de Romans, de Valence Agglo – Sud Rhône-Alpes et la communauté de communes des Confluences Drôme Ardèche pour former une seule et même structure : la communauté d'agglomération Valence Romans Agglo.

## Composition
Elle regroupait 15 communes :
- Alixan
- Barbières
- La Baume-d'Hostun
- Beauregard-Baret
- Bésayes
- Bourg-de-Péage
- Charpey
- Châteauneuf-sur-Isère
- Chatuzange-le-Goubet
- Eymeux
- Hostun
- Jaillans
- Marches
- Rochefort-Samson
- Saint-Vincent-la-Commanderie

## Démographie
| 1968   | 1975   | 1982   | 1990   | 1999   | 2006   | 2011   |
| ------ | ------ | ------ | ------ | ------ | ------ | ------ |
| 18 576 | 18 457 | 20 452 | 23 885 | 26 194 | 28 732 | 30 921 |

| Hommes | Classe d’âge | Femmes |
| ------ | ------------ | ------ |
| 0,4    | 90 ans ou +  | 1      |
| 5,9    | 75 à 89 ans  | 8,6    |
| 14     | 60 à 74 ans  | 14,4   |
| 20,8   | 45 à 59 ans  | 20,3   |
| 20,4   | 30 à 44 ans  | 20,7   |
| 16,7   | 15 à 29 ans  | 15,6   |
| 21,8   | 0 à 14 ans   | 19,4   |

| Hommes | Classe d’âge | Femmes |
| ------ | ------------ | ------ |
| 0,5    | 90 ans ou +  | 1,2    |
| 7,1    | 75 à 89 ans  | 10,1   |
| 15,5   | 60 à 74 ans  | 16     |
| 20,6   | 45 à 59 ans  | 20,4   |
| 19,3   | 30 à 44 ans  | 18,9   |
| 17,1   | 15 à 29 ans  | 15,6   |
| 20     | 0 à 14 ans   | 17,8   |